# نبرد دوم فلوجه
نبرد دوم فلوجه (انگلیسی: Second Battle of Fallujah) یا عملیات خشم شبح یک حمله به رهبری ایالات متحده آمریکا در خلال جنگ عراق بود، که در ۷ نوامبر ۲۰۰۴ آغاز شد و حدود شش هفته طول کشید.
این نبرد که حاصل تلاش نظامی مشترک ایالات متحده آمریکا، دولت موقت عراق و بریتانیا بود، اولین درگیری بزرگ جنگ بود که صرفاً علیه شورشیان عراق، نه نیروهای نظامی دولت بعث عراق، انجام شد.
عملیات خشم شبح هفت ماه پس از نبرد اول فلوجه، تلاشی برای دستگیری یا کشتن عناصر شورشی درگیر در کمین فلوجه در سال ۲۰۰۴ که منجر به کشته شدن چهار کارمند پیمانکار نظامی خصوصی بلک واتر شد، انجام گردید. پس از آن نبرد، کنترل شهر به یک نیروی امنیتی محلی تحت مدیریت عراق منتقل شد که شروع به ذخیره سلاح و ایجاد استحکامات پیچیده کرد.
نبرد دوم فلوجه که توسط سپاه تفنگداران دریایی ایالات متحده آمریکا و نیروی زمینی ایالات متحده آمریکا رهبری می‌شد، بعدها به‌عنوان «یکی از سنگین‌ترین نبردهای شهری که تفنگداران دریایی و سربازان از زمان شهر هو در ویتنام در سال ۱۹۶۸ در آن درگیر بوده‌اند» و به عنوان سخت‌ترین نبردی که ارتش ایالات متحده از پایان جنگ ویتنام در آن حضور داشته است، توصیف شد. این نبرد، خونین‌ترین و سهمگین‌ترین نبرد در کل این درگیری، از جمله برای سربازان آمریکایی، بود.